# Ireneusz Bieniaszkiewicz
Ireneusz Bieniaszkiewicz ps. Irenka, Bey (ur. 15 listopada 1925 w Pabianicach, zm. 16 listopada 2018 w Lublinie) – polski adwokat, żołnierz Armii Krajowej, więzień łagrów sowieckich. Adwokat broniący przed sądami i kolegiami ds. wykroczeń studentów i pracowników  naukowych UMCS w czasie stanu wojennego.

## Życiorys
Był synem Stanisława, zawodowego oficera Wojska Polskiego i Jadwigi. W 1943 roku wstąpił w szeregi Armii Krajowej, a w lutym 1944 roku ukończył konspiracyjną szkołę podchorążych piechoty. Został członkiem patrolu dywersyjnego 8 pułku piechoty Legionów AK, dowodzonego przez Januarego Ruscha „Kordiana”, będącego podkomendnym Hieronima Dekutowskiego „Zapory”. Wraz z patrolem brał udział w potyczkach z Niemcami, m.in. pod Krężnicą Jarą i Kożuchówką. W lipcu 1944 roku, w związku z wkroczeniem Armii Czerwonej na tereny Lubelszczyzny, oddział w którym służył został rozwiązany.
Bieniaszkiewicz podjął naukę w Gimnazjum Hetmana Zamojskiego w Lublinie. W dniu 10 listopada 1944 roku został aresztowany w mieszkaniu swojego byłego dowódcy drużyny, Wojciecha Kozłowskiego „Tomka”. Po aresztowaniu został przewieziony do obozu Jogle, położonego nieopodal Borowicz, gdzie przebywał aż do lutego 1946 roku. Po powrocie do Lublina ukończył Szkołę Mechaniczną, a następnie prawo na Katolickim Uniwersytecie Lubelskim. W 1959 roku zakończył aplikację adwokacką. Przez wiele lat prowadził własną praktykę adwokacką oraz kierował lubelskim zespołem adwokackim nr 1. W latach 1983–1992 był członkiem Okręgowej Rady Adwokackiej w Lublinie, w której pełnił funkcję wicedziekana (1986–1989) oraz dziekana (1989–1992). W okresie 1995–2001 był członkiem Naczelnej Rady Adwokackiej, gdzie pracował m.in. w Komisji ds. Etyki oraz w adwokackim Wyższym Sądzie Dyscyplinarnym jako jego wiceprezes. Należał do Związku Sybiraków, w ramach którego współtworzył Środowisko Borowiczan.
Został pochowany na cmentarzu przy ul. Lipowej w Lublinie.

## Odznaczenia
- Krzyż Kawalerski Orderu Odrodzenia Polski (1998)[3]
- Srebrny Krzyż Zasługi
- Brązowy Krzyż Zasługi
- Krzyż Walecznych,
- Krzyż Armii Krajowej
- Krzyż Zesłańców Sybiru.
- złotą odznaka Adwokatury PRL (1986)
- odznaczenie Adwokatura Zasłużonym (1995)
- Srebrny Pamiątkowy Medal Ministra Sprawiedliwości (2011)